# دشمنت را بشناس
«دشمنت را بشناس» ترانه‌ای است از گروه پانک راک آمریکایی گرین دی، که بعنوان اولین تک‌آهنگ ۸اُمین آلبوم استودیویی گروه، سقوط ناگهانی قرن بیست و یکم، منتشر شد. این ترانه در آوریل سال ۲۰۰۹ توسط ریپرایز رکوردز منتشر شد.